# Garzón (Kolumbia)
Garzón – miasto w Kolumbii, w departamencie Huila.